# Ammotrechella pseustes
Espèce
Synonymes
- Ammotrecha pseustes Chamberlin, 1925
- Ammotrechella sexspicata Muma, 1951

Ammotrechella pseustes est une espèce de solifuges de la famille des Ammotrechidae.

## Distribution
Cette espèce se rencontre au Panama, aux États-Unis en Californie et à Porto Rico,.

## Description
La femelle holotype mesure 13 mm
Les femelles mesurent de 12,6 à 14,0 mm.

## Publication originale
- Chamberlin, 1925 : Diagnoses of new American Arachnida. Bulletin of the Museum of Comparative Zoology, vol. 67, p. 211-248 (texte intégral).